# 12604 Lisatate
12604 Lisatate este un asteroid din centura principală de asteroizi.

## Descriere
12604 Lisatate este un asteroid din centura principală de asteroizi. A fost descoperit pe 7 septembrie 1999 la Socorro, New Mexico, în cadrul proiectului LINEAR. Asteroidul prezintă o orbită caracterizată de o semiaxă mare de 2,36 ua, o excentricitate de 0,03 și o înclinație de 6,0° în raport cu ecliptica.